# Riekiella longiventris
Riekiella longiventris är en tvåvingeart som beskrevs av Kelsey 1969. Riekiella longiventris ingår i släktet Riekiella och familjen fönsterflugor. Inga underarter finns listade i Catalogue of Life.